# Laura Aliaga
Laura Aliaga Romero (Alicante, 4 de noviembre de 1994) es una jugadora española de baloncesto de Liga Femenina.

## Trayectoria
Es Alero. Mide 1,86 m. Es una jugadora "todoterreno", y destaca en los tiros de 3 puntos.
Fue internacional con España en categorías inferiores.
Durante su estancia de 5 temporadas en el equipo de Lugo ejerció de capitana, jugó EuroCup, y tan solo faltó a un partido.
Llega al Araski con otro perfil. para ayudar al equipo.

## Clubes
- C.B. San Blas Alicante (categorías de formación).
- 2008/10 Segle XXI Junior.
- 2011/12 Segle XXI en Liga Femenina2.
- 2012/13 Beroil Ciudad (Burgos).
- 2013/15 A.D. CORTEGADA (PORTOMAR CORTEGADA), en Liga Femenina2.
- 2015/16 C.D. ZAMARAT (Quesos El Pastor de la Polvorosa), en Liga Femenina.
- 2016/17 A.E. SEDIS BASKET (Cadi La Seu), en Liga Femenina.
- 2016/17 C.B. Imprenta Bahía (Instituto de fertilidad Air Europa), en Liga Femenina2.
- 2016/17 Ciclista Olímpico de LaBanda, Superliga Argentina, en verano.
- 2017/18 C. Polideportivo Bembibre (Embutidos Pajariel Bembibre PDM), en Liga Femenina.
- 2018/23 Ensino Lugo Club de Baloncesto (Durán Maquinaria Ensino), en Liga Femenina.

- 2023-2024: Araski AES [Kutxabank], Liga Femenina.